# Safi Taha
Safi J. Taha (arabisch صافي طه, DMG Ṣāfī Ṭāhā; * 23. Dezember 1923 in Beirut; † 22. Februar 2009 in Pompano Beach, Florida) war ein libanesischer und später US-amerikanischer Ringer. Er wurde 1950 Vize-Weltmeister im griechisch-römischen Stil im Federgewicht.

## Sportlicher Werdegang
Safi Taha gehörte einer libanesischen Ringer-Nationalmannschaft an, die unmittelbar nach dem Zweiten Weltkrieg bei vielen internationalen Meisterschaften für Furore sorgte und auch Medaillen bei Olympischen Spielen und Weltmeisterschaften im griechisch-römischen Stil gewann.
Taha startete bereits im Jahre 1948 bei den Olympischen Spielen in London im Federgewicht und siegte dort über Antoine Merle aus Frankreich und Raymond Straßer aus Luxemburg. Gegen Georg Weidner aus Österreich und Luigi Campanella aus Italien verlor er und verpasste damit mit einem sechsten Platz knapp eine olympische Medaille.
Bei den Weltmeisterschaften 1950 in Stockholm startete Taha wieder im Federgewicht. Er gewann dort über Ali Saadate aus dem Iran u. Bela Torma aus Jugoslawien. Gegen Antonio Randi aus Italien und Olle Anderberg aus Schweden verlor er. Dank eines Freiloses in der dritten Runde erreichte er mit diesen Ergebnissen den zweiten Platz und wurde damit Vize-Weltmeister hinter Olle Anderberg.
Im Jahre 1952 unternahm Safi Taha bei den Olympischen Spielen in Helsinki noch einmal einen Versuch, eine olympische Medaille zu erringen. Im Federgewicht siegte er dort in seinem ersten Kampf über Marco Antonio Giron aus Guatemala. In seinem nächsten Kampf gegen den sowjetischen Meister Jakow Punkin verletzte er sich aber und musste das Turnier unplatziert aufgeben.
Im Jahre 1953 wanderte Safi Taha zusammen mit seinem Cousin Khalil Taha in die Vereinigten Staaten aus. Er wurde dort Mitglied des Ford Recreation Club Dearborn, Michigan. Im Jahre 1954 wurde er dann US-amerikanischer Meister im griechisch-römischen Stil im Federgewicht. Nach dem Ende seiner Laufbahn als aktiver Ringer wirkte er in Dearborn in seinem Ringerclub als Trainer.

## Statistik
| Jahr | Platz | Wettbewerb      | Gewichtsklasse | Kommentar |
| ---- | ----- | --------------- | -------------- | --- |
| 1948 | 6.    | OS in London    | Feder          | mit Siegen über Antoine Merle, Frankreich u. Raymond Straßer, Luxemburg u. Niederlagen gegen Georg Weidner, Österreich u. Luigi Campanella, Italien |
| 1950 | 2.    | WM in Stockholm | Feder          | mit Siegen über Ali Saadate, Iran u. Bela Torma, Jugoslawien u. Niederlagen gegen Antonio Randi, Italien u. Olle Anderberg, Schweden                |
| 1952 | unpl. | OS in Helsinki  | Feder          | nach einem Sieg über Marco Antonio Giron, Guatemala u. einer Niederlage gegen Jakow Punkin, UdSSR, Aufgabe wegen Verletzung                         |

Anm.: alle Wettbewerbe im griechisch-römischen Stil, OS = Olympische Spiele, WM = Weltmeisterschaft, Federgewicht, bis 52 kg Körpergewicht